# Viktor Bibl
Viktor Bibl, född 20 oktober 1870 i Wien, död 15 juli 1947 i Attersee am Attersee, var en österrikisk historiker.
Bibl blev 1913 extraordinarie och 1923 ordinarie professor i Wien. Han har framför allt undersökt orsakerna till den österrikisk-ungerska monarkins sammanbrott. Från liberal ståndpunkt utövade han en skarp kritik mot densamma och fann som den djupare orsaken till dess sammanstörtande i de den etniska blandningen inom riket och statens föråldrade författning. I Klemens von Metternich såg han en motsats till Heinrich von Srbik en reaktionär statsman utan skaparkraft och utan förståelse för den vaknande nationaliströrelsen, som därigenom blev själva orsaken till monarkins sönderfall. Bland hans skrifter märks Die Einführung der katolischen Gegenreformation in Niederösterreich durch Kaiser Rudolf II (1900), Die Restauration der niederösterreichischen Landesverfassung unter Kaiser Leopold II (1902), Die niederösterreichischen Stände im Vormärz (1911), Der Zerfall Österreichs (2 band, 1922-1924), Metternich in neuer Beleuchtung (1928), Das deutsche Schicksal (1930), Geschichte Österreichs im 20. Jahrhundert (1933), Metternich (1936), Die Tragödie Österreichs (1937), Kaiser Franz (1937), Kronprinz Rudolf (1938), Österreich 1806-1938 (1939), Prinz Eugen (1941) och Erzhertzog Karl (1942).